# 藤田美術館
藤田美術館（ふじたびじゅつかん） は、大阪市都島区網島町にある、東洋古美術を中心とした大阪府の登録博物館である。運営は、公益財団法人藤田美術館。
2017年（平成29年）6月12日よりリニューアルのため長期休館し、2022年（令和4年）4月1日に再開した。年末年始（12/29～1/5）を除いて通年開館し、コレクション展を行っている。

## 来歴

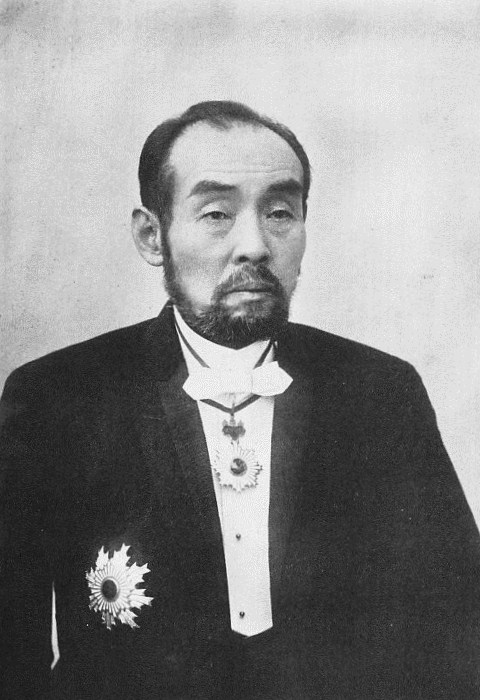
藤田伝三郎

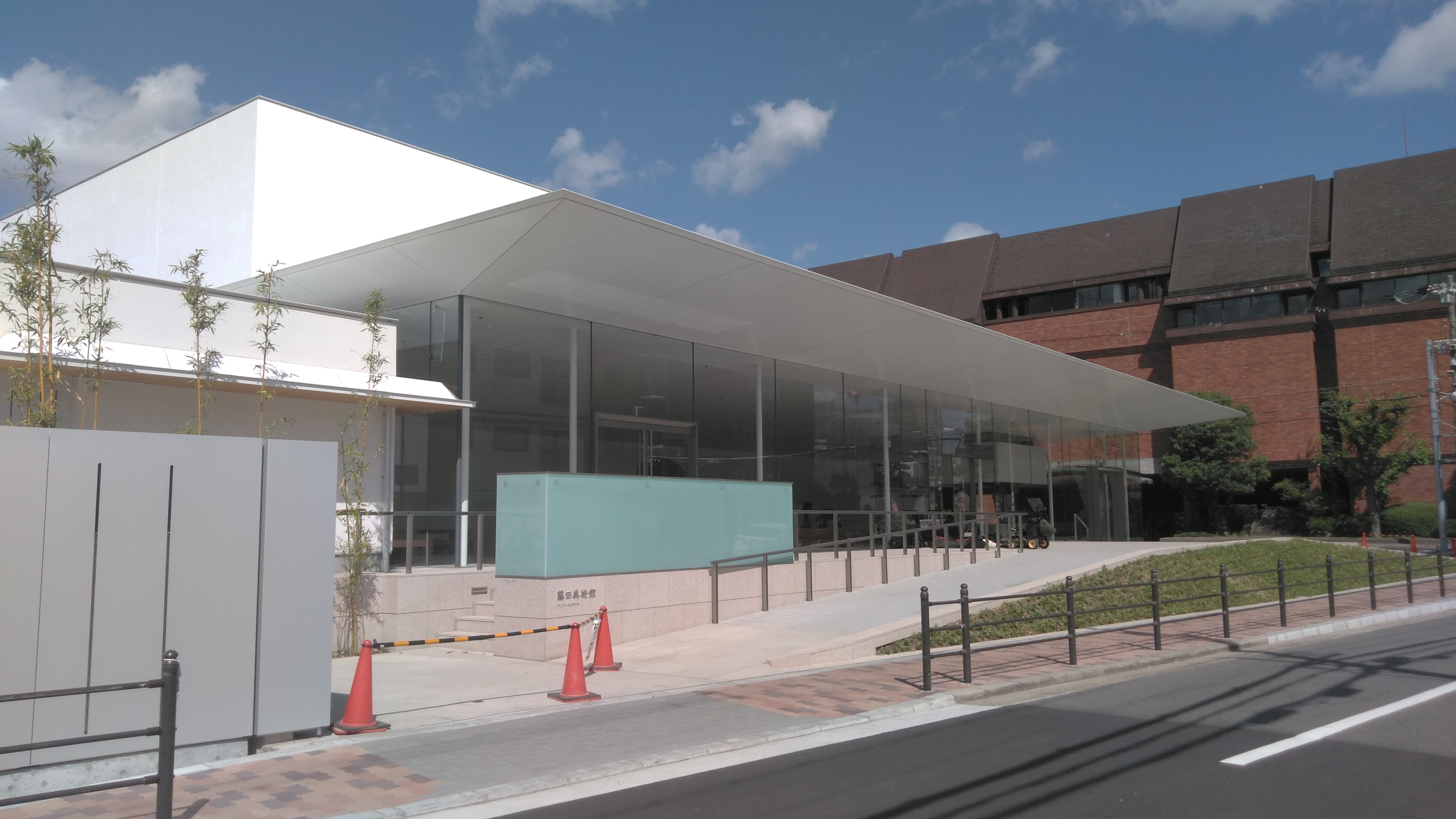
新しい美術館（2020年10月）

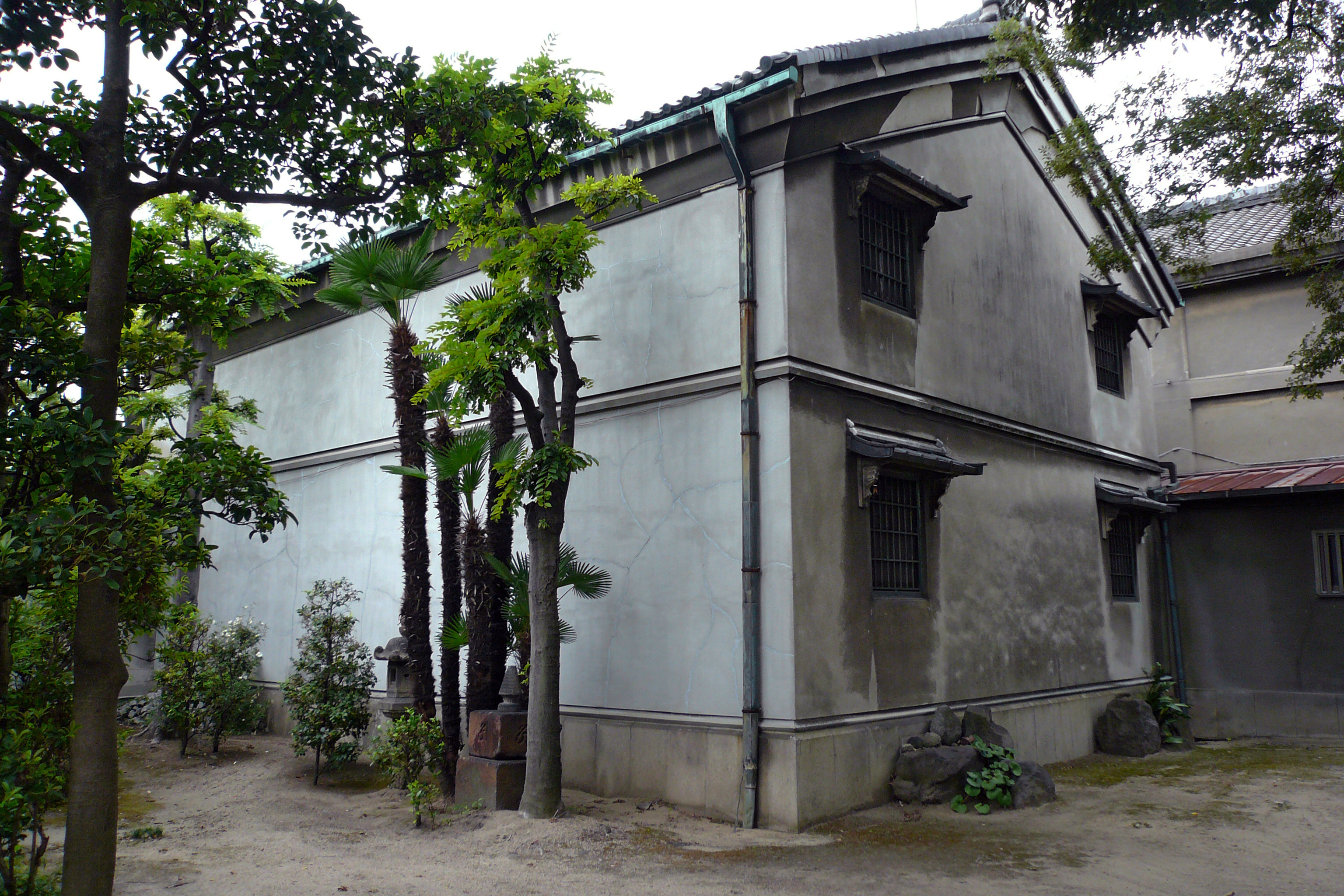
旧展示室

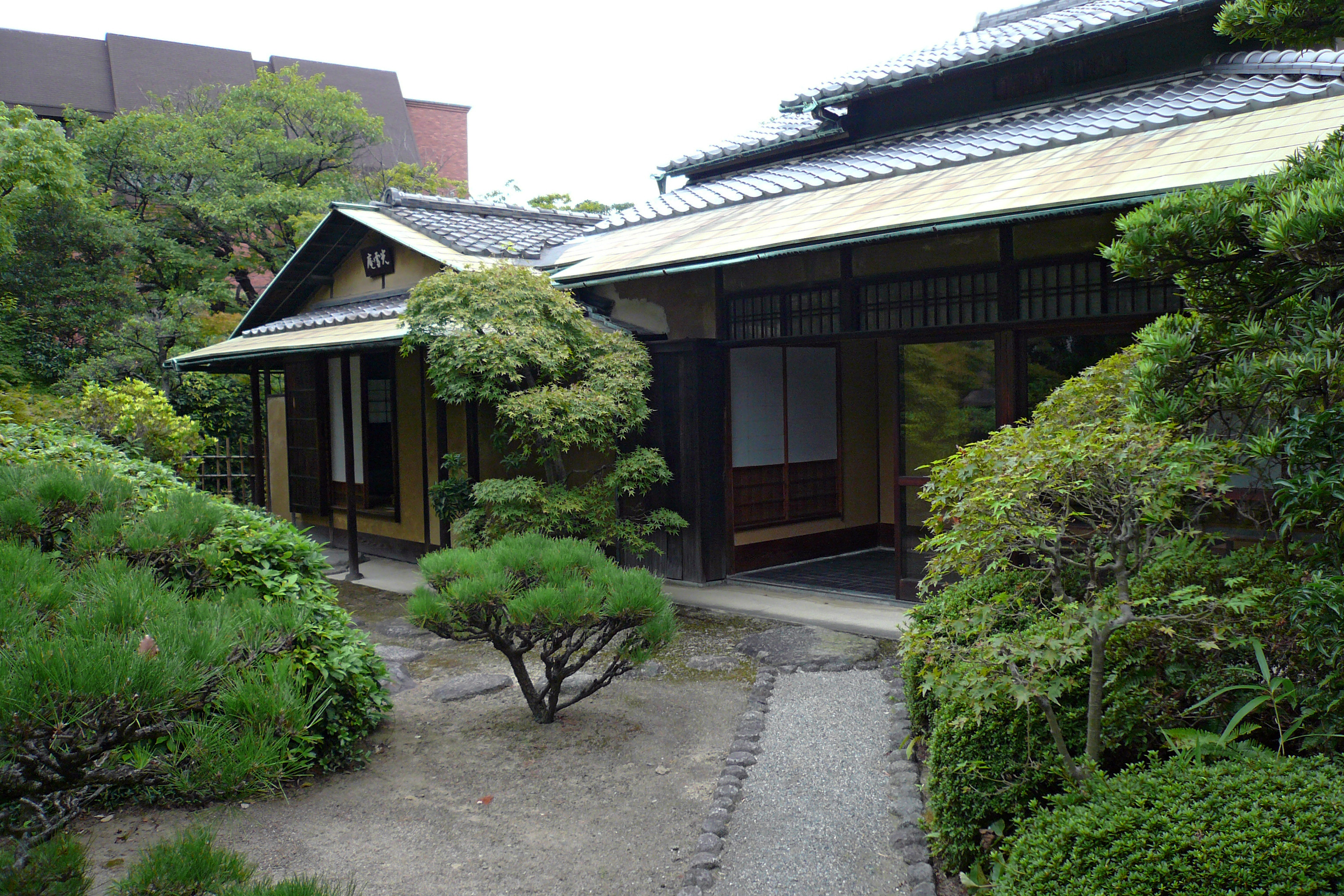
旧茶室（光雪庵 時雨亭）

実業家で男爵であった藤田伝三郎（旧字：傳三郎、1841年 - 1912年）、その長男の藤田平太郎（1869年 - 1940年）、伝三郎の二男の藤田徳次郎（1880年 - 1935年）のコレクションを展示している。戦後間もなく日本銀行に担保として押えられていたが、藤田鉱業常務の小川栄一によって散逸を免れる。1951年（昭和26年）財団法人藤田美術館として法人化、美術館の開館は1954年（昭和29年）5月であった。なお2013年（平成25年）10月、公益財団法人に移行した。
藤田伝三郎は、西南戦争で巨利を得、「藤田組」を設立した、明治時代の関西財界の重鎮であった。骨董収集の面でも関西第一と言われ、その豪快な買いっぷりは伝説化している。伝三郎の没後、
1929年（昭和4年）、1934年（昭和9年）、1937年（昭和12年）の計3回にわたって藤田家蔵品の売り立てが行われた。この時売却された蔵品には、現在各地の美術館に納まっている名品を含む860点が売られ、売上は当時の金額で731万円（現在の価値で約230億円位か）にも上ったといわれる。それでもなお、現在の藤田美術館には国宝9件、国の重要文化財53件を含む名品が数千点所蔵されており、藤田家コレクション全体の規模の大きさが想像される。
藤田美術館の所在地は、多くの蔵が並んでいた藤田家本邸（網島御殿）の跡地である。大工棟梁・今井平七の指揮のもと建てられた藤田邸は明治末期の建設時、関西で最大級の和風邸宅であった。邸宅内には30を越す茶室があった。敷地内には、本邸、西邸、東邸とあったが、東邸（現在の太閤園跡地・淀川邸）と本邸の表門（現：藤田邸跡公園南出入口の門）と多数の蔵、そして和歌山県高野山の光台院から移築して新たに銅板葺にした多宝塔を除き、1945年（昭和20年）6月7日の第3回大阪大空襲により全て焼失。1954年（昭和29年）から、京都大学の日比忠彦設計の日本最初期の鉄筋コンクリート蔵（主に皿などを収蔵していた）を改装した建物を、美術館の展示室として使用していたが、収蔵品の質・量に比してやや手狭であることは否めない。展示室スペース不足から、春・秋の特別展の際にのみ収蔵品を選んで展示する形態となった（古い蔵が展示館なので、収蔵品の劣化防止のために寒暖が厳しい季節に開館できないからであるという）。
上記を経て、全面建替のうえ、2022年（令和4年）4月1日にリニューアルオープンした。新しい美術館は、旧施設で展示室や収蔵庫として利用していた蔵の扉、窓、木材などを利用しつつ、空調や耐震などの設備を備えている。また、新施設では展示室の運用を工夫することで、展示替などによる休館が不要となり、休館日は年末年始のみ。「若い人たちにもっと美術鑑賞の機会を」との想いから、19歳以下は無料で鑑賞が可能（その場合は証明が必要）。現館長の藤田清は、伝三郎から数えて5代目の子孫である。

## 藤田邸庭園
藤田邸跡の庭園は、現在は藤田邸跡公園となっている。園内に滝を配置するなど特徴のある庭園である。この庭園は戦後放置され鬱蒼とした森となっていたのを、JR東西線建設工事時に建設基地として使われるために木が伐採され、東西線開業後に大阪市によって公園として整備されたものである。藤田邸跡公園は、隣接する桜之宮公園とは異なり夕方以降は閉門され、夜間は入園することができない。美術館との境界にあった塀は撤去され、藤田邸跡公園と自由に往来することができる。

## 『心中天網島』の舞台
藤田家本邸は、1912年（明治45年）に当地にあった大長寺の敷地を明治十八年の淀川洪水後に買収して建てられた。美術館正門（現在の藤田邸跡公園のゲート）は当時の山門がそのまま残っているとされるが､実際は違う（大長寺は北に300mほどの場所に移転した）。大長寺は近松門左衛門の『心中天網島』で小春・治兵衛が心中した場所である。この時大長寺は現在地の北に300mほどの都島区中野町2丁目に移転し、小春・治兵衛を供養する比翼塚も同時に移転したのである。したがって、本来の『心中天網島』の舞台は藤田美術館ならびに藤田邸跡公園である。

## 文化財

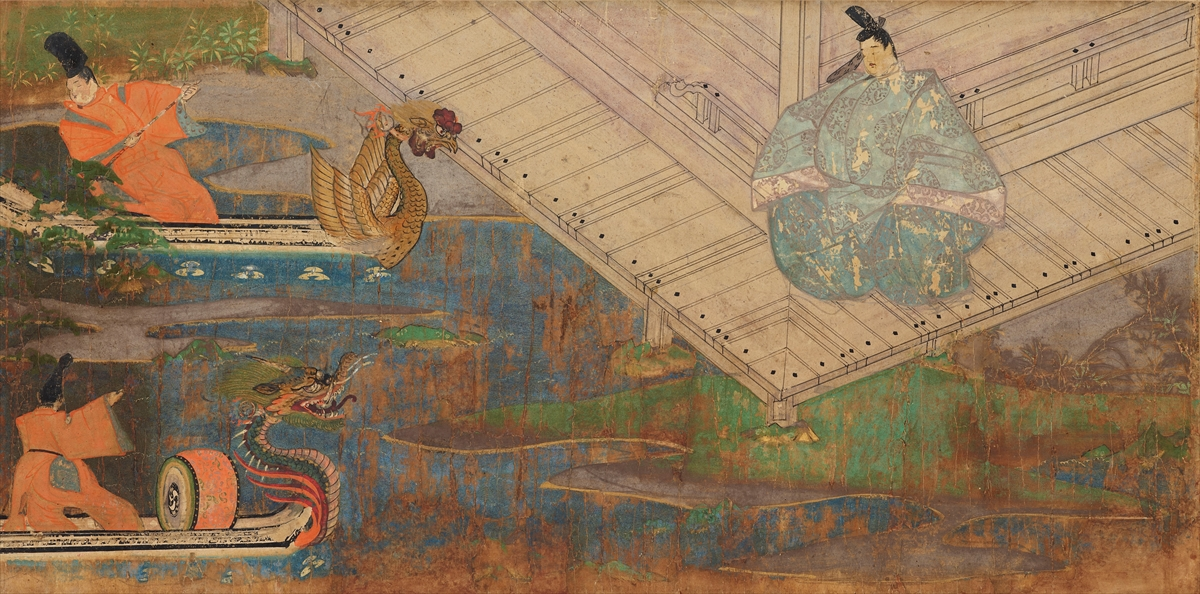
紫式部日記絵詞（部分）一条天皇の土御門邸行幸に備え、新造の竜頭鷁首（りょうとうげきす）の船を検分する藤原道長

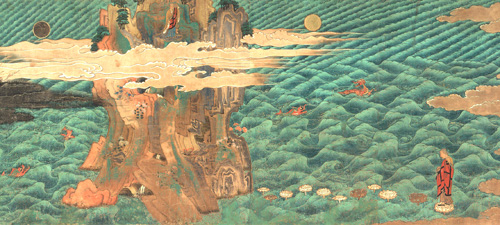
玄奘三蔵絵第一巻

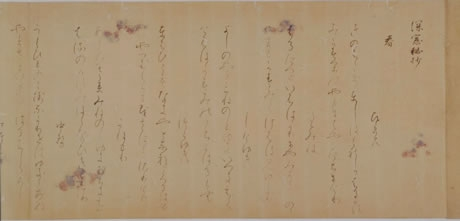
深窓秘抄（巻頭）

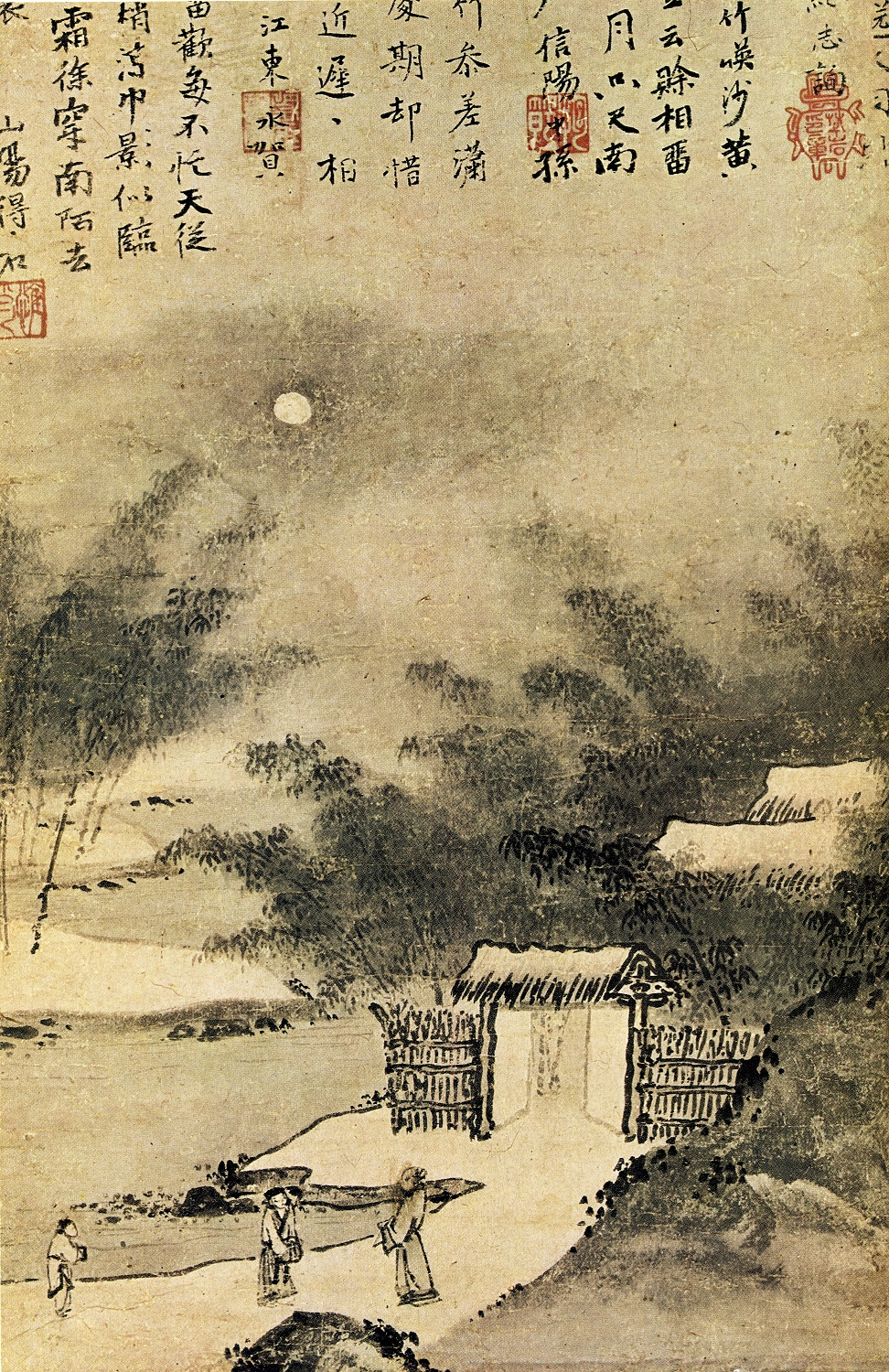
柴門新月図（部分）

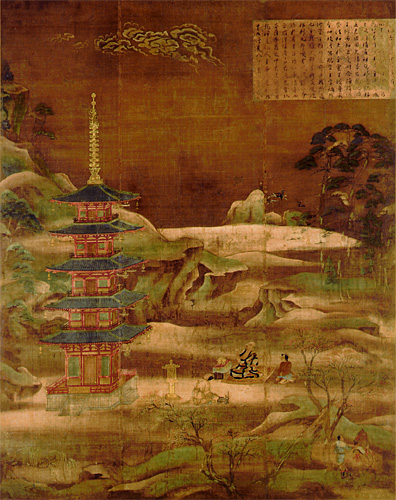
両部大経感得図、2幀のうち善無畏金粟王塔下感得図

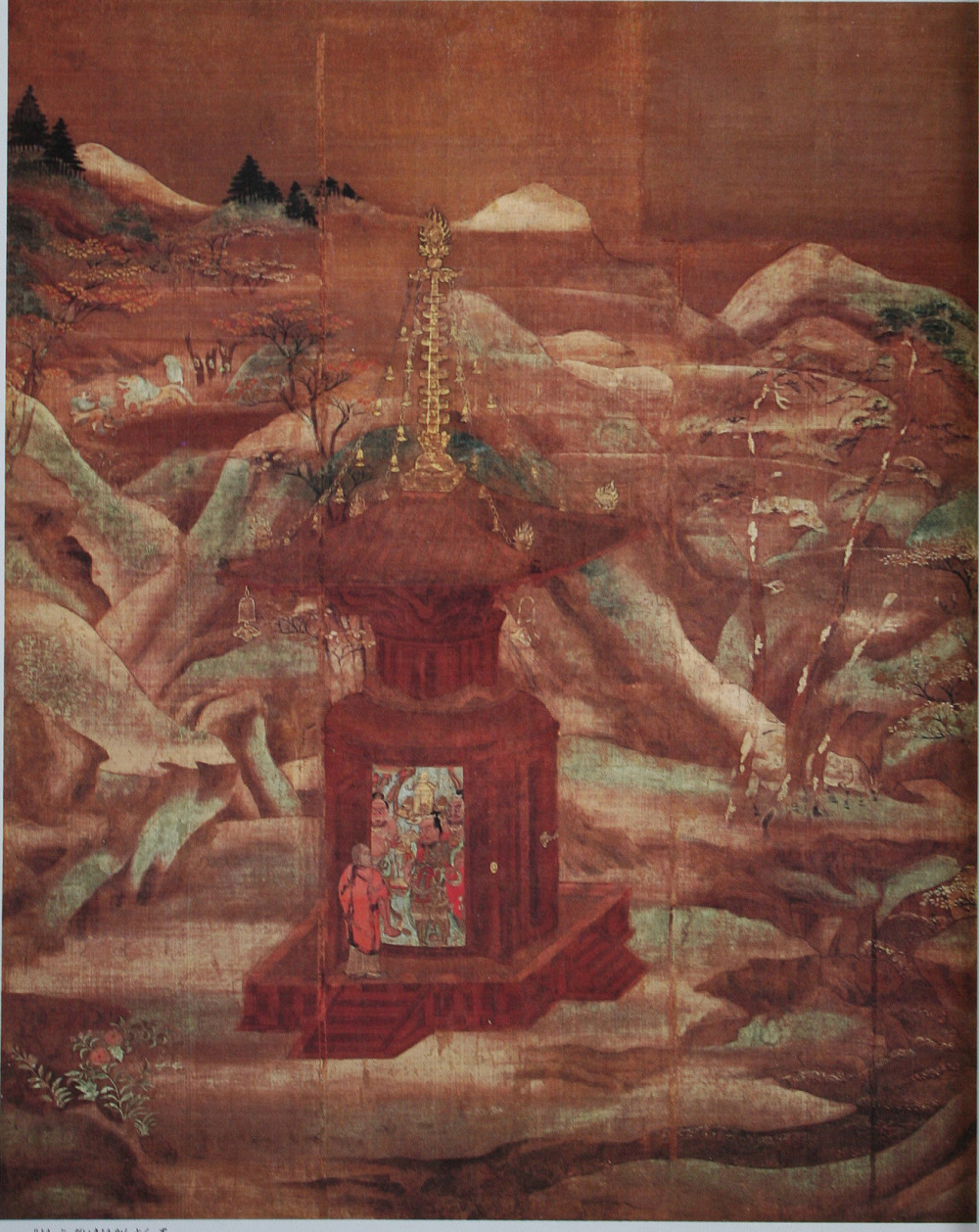
両部大経感得図、2幀のうち龍猛南天鉄塔内相承図

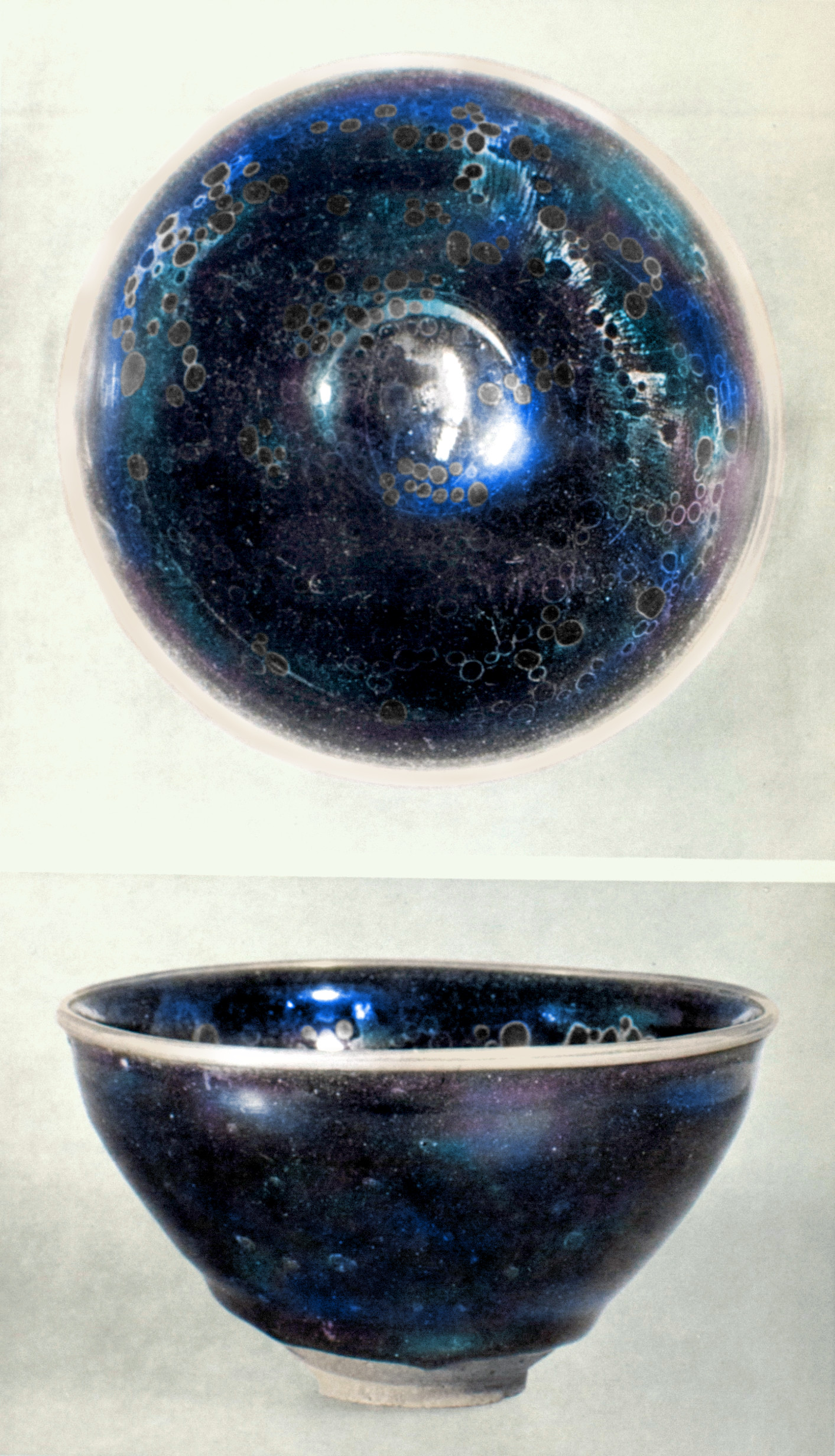
曜変天目茶碗

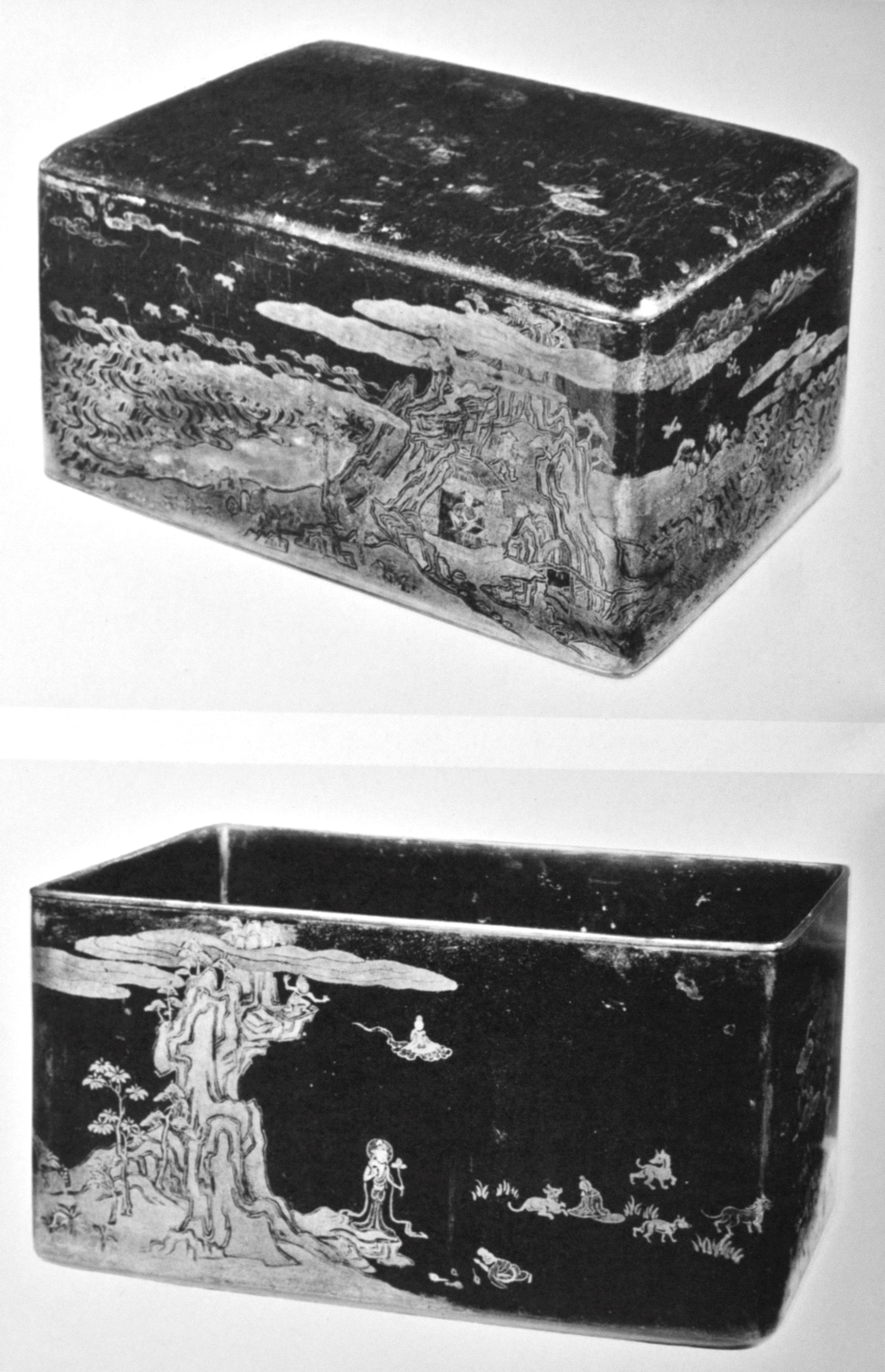
仏功徳蒔絵経箱

### 国宝
- 紙本著色紫式部日記絵詞 1巻
- 絹本著色両部大経感得図 2幀 - 現在の奈良県天理市にあった廃寺・内山永久寺にあったもので、記録から保延2年（1136年）の作と分かる。数少ない平安絵画の基準作として貴重である。
- 紙本著色玄奘三蔵絵（法相宗秘事絵詞）12巻、高階隆兼筆
- 紙本墨画柴門新月図 応永十二年玉畹梵芳の序並に大因良由等十八僧の賛がある（応永12年は1405年）- 水墨画とそれを題材にした詩文が同じ紙面に表された、いわゆる「詩画軸」の最古の作品として著名。
- 曜変天目茶碗 (藤田美術館)
- 仏功徳蒔絵経箱
- 花蝶蒔絵挟軾（かちょうまきえ きょうしょく）
- 大般若経（魚養教、薬師寺経）387巻 - 明治初期まで薬師寺に伝来し、奈良時代の能書家・朝野魚養が書写したという伝承を持つ古写経。『大般若経』は全600巻からなる大部な仏教経典であるが、薬師寺に33巻（重要文化財）、奈良国立博物館に2巻（重文）、耕三寺に1巻（重文）のほか諸機関・個人蔵のものを含めると470巻以上が現存する。実際は魚養の筆ではないが、奈良時代後半の都周辺での写経らしい大ぶりな筆跡が特徴で、この時代を代表する名品[4]。
- 深窓秘抄（百一首）1巻、平安時代、高野切第1種系統の古筆

### 重要文化財
（仏画・垂迹画）
- 絹本著色華厳五十五所絵 2面
- 絹本著色十六羅漢図 詫磨栄賀筆 16幀
- 絹本著色春日明神影向図、高階隆兼筆、幅中別紙に正和元年（1312年）鷹司冬平の記がある
- 絹本著色普賢十羅刹女像
- 絹本著色薬師三尊十二神将像
- 絹本著色羅漢図 10幅

（大和絵・絵巻）
- 紙本淡彩駿牛図断簡
- 紙本著色阿字義 1巻
- 紙本著色華厳五十五所絵巻残闕（十廻向十段）
- 紙本著色浄土五祖絵（道綽巻、善導巻）2巻
- 紙本著色大伴家持像（上畳本三十六歌仙切）
- 著色絵料紙墨書法華経 巻第六残闕（扇面法華経冊子）

（水墨画）
- 紙本墨書題雪舟山水図詩 了庵桂悟筆 永正十一年の年記がある（永正11年は1514年）（附：絹本著色雪舟自画像（模本）1幅）

（彫刻）
- 木造地蔵菩薩立像 1躯 快慶作[5]
- 木造伎楽面1面・乾漆伎楽面1面（後者は相李魚成作）[6]

（陶磁）
- 菊花天目茶碗
- 肩衝茶入（在中庵）瀬戸
  - 附：大燈金襴袋、白茶地輪違鳥文金襴袋、白茶地段織莫臥爾袋、白地撫子文金入織袋、鶏頭金襴袋、紺地鳳凰一重蔓牡丹唐草文金襴袋、間道織留袋、白地花兎金襴袋、竹挽家、屈輪四方盆、象牙蓋8枚、棚、小堀遠州書状
- 耳付花生（寿老人）伊賀
- 白縁油滴天目鉢
- 色絵輪宝羯磨文香炉 仁清作 明暦三年銘
- 銹絵絵替角皿 10枚 尾形乾山作 尾形光琳画
- 交趾大亀香合 中国・明[7]
- 御所丸黒刷毛茶碗（夕陽）

（金工）
- 金銅装獅子宝相華文説相箱
- 金銅柄香炉
- 金銅密教法具（火舎（かしゃ）4口、花瓶（けびょう）5口、六器 台皿付24口、飲食器（おんじきき）2口、金剛盤1面、五鈷鈴1口、五鈷杵1口、三鈷杵1口、独鈷杵（とっこしょ）1口、灑水器（しゃすいき）1口、塗香器（ずこうき）1口、附：四橛（しけつ）4本）

（染織）
- 刺繍釈迦阿弥陀二尊像掛幅
- 錦幡 赤地蓮花蝶文 3旒（りゅう）
- 金銅荘唐組垂飾（附：金銅鈴14箇）

（その他工芸品）
- 唐鞍（黒漆鞍1背、金銅装双鳳尾長鳥文障泥（あおり）1双、虎斑文革張切附1双、金箔押宝珠金銅火焔雲珠（うず）1箇、金箔押馬面残闕1面、鍍金透彫口籠（くつこ）1口、鉄輪鐙（わあぶみ）1双）
- 綾張竹華籠（けこ）12枚（附：赤漆曲物笥）
- 山水蒔絵手箱 銘鹿苑寺
- 小太刀 銘国行

（仏典）
- 紫紙金字華厳経 巻第六十二
- 十住経 巻第三（中聖武）
- 法華経勧発品（装飾経）
- 法華経 巻第六 万里小路宣房筆
- 金光明最勝王経註釈 巻第二残巻（飯室切）

（古筆類）
- 熊野懐紙 久我通親筆（山路眺望・暮里神楽）
- 継色紙（つくはねの）
- 古今和歌集巻第十八断簡（高野切）（むねをかの）
- 古今和歌集断簡（筋切8葉 通切2葉）
- 治承二年賀茂社歌合
- 十五番歌合断簡（素性）
- 朝忠集（八枚）
- 藤原藤房自筆書状（七月廿五日）

（墨蹟）
- 大燈国師墨蹟 七言偈
- 月江正印墨蹟 送別偈
- 物初大観墨蹟 山隠語（絹本）咸淳戊辰春
- 別山祖智墨蹟 法語 宝祐丁巳（五）（附：沢庵筆添状（5通）1巻）
- 溪西広沢墨蹟 与白雲慧暁偈語 咸淳己巳（五）上元後二日（附：小堀宗甫（遠州）書状1巻）

（考古資料）
- 歯車形碧玉製品 大阪府南河内郡国分町（現：柏原市）出土
- 埴製枕 奈良県天理市中山町燈籠塚古墳出土

典拠：2000年（平成12年）までの指定物件については、『国宝・重要文化財大全 別巻』（所有者別総合目録・名称総索引・統計資料）（毎日新聞社、2000）による。

## その他所蔵品
- 萩流水図屏風 尾形光琳筆
- 相撲絵巻 冷泉為恭筆
- 狂雲集 一休宗純編
- 宝船置物（加賀前田家伝来）伝野々村仁清作
- 中蓮華左右藤花楓葉図 本阿弥光甫筆
- 平石如砥墨蹟（ひんせきにょしぼくせき）平石如砥筆
- 大獅子図 竹内栖鳳筆

## 収蔵品の売却
2017年（平成29年）3月15日、クリスティーズの山口桂との交渉の末、収蔵品の陳容作「六龍図」や紀元前13-11世紀に造られた青銅器「青銅儀首饕餮文方尊」などの中国美術品31点を同社のニューヨークのオークションに出品。うち29点が落札され、落札額の総計は当初の想定額の大きく上回る約2億6,280万ドル（301億円）に達し、東洋美術における一度のオークション史上で最高額を記録した。美術館は、オークションで調達した資金を施設の建て替えやコレクションの充実に充てるとしている。

## アクセス

### 鉄道
- JR東西線 大阪城北詰駅
- Osaka Metro長堀鶴見緑地線 京橋駅

### バス
- 大阪シティバス 片町停留所
  - Osaka Metro・京阪電鉄 天満橋駅から28・31・46系統で約4分

### 道路
- 阪神高速12号守口線 南森町出入口

## 周辺情報
- 桜之宮公園
- 旧太閤園
- 大阪市公館
- 大阪ビジネスパーク (OBP)
- 大阪城公園
- 造幣局